# Haï Taïeb Lo Met
Pour les articles homonymes, voir Taïeb.
Haï Taïeb Lo Met, de son vrai nom Isaac Haï Taïeb (hébreu : יצחק חי טייב), né en 1743 à Tunis et mort le 21 mai 1837 dans la même ville, est un rabbin et kabbaliste tunisien des XVIIIe et XIXe siècles.
Appelé Haï afin de le distinguer de son oncle, le rabbin Isaac Taïeb, il fait l'objet d'un culte populaire et reçoit le surnom posthume de Rebbi Haï Taïeb Lo Met (litt. « Taïeb le Vivant n'est pas mort »).
Le jour de sa mort (Hiloula/Yortzeit) est le 19 Kislev (selon certains le 16 Iyar).

## Biographie
Isaac Haï Taïeb étudie la tradition juive à Tunis, acquérant dès ses 18 ans une réputation de saint ainsi qu'un renom d'expert en Kabbale. Il vit chichement, subsistant au moyens des dons de ses admirateurs qui le créditent de nombreux miracles.
Leur nombre grandit ainsi que celui de ces disciples mais il n'exerce aucune fonction officielle de son vivant. Il est cependant fort recherché pour les sermons ou oraisons funèbres et on le crédite de nombreux miracles,.
« Haï » Taïeb est inhumé au cimetière du Borgel. Selon une légende populaire, le marbrier aurait indiqué sur la pierre tombale « mort le 16 Iyar » ; le kabbaliste lui aurait rendu visite en rêve, l'étranglant et lui ordonnant d'effacer la mention met (« mort ») mais le marbrier, dans l'impossibilité de répondre à cette demande, aurait rajouté lo (« n'est pas »).
Sa Hiloula a lieu le 19 Kislev, ce qui ne correspond pas à l'anniversaire de son décès mais à celui du transfert de sa tombe au cimetière du Borgel à Tunis, en 1956, depuis l'ancien cimetière israélite de la ville.

## Œuvre
Le rabbin Isaac Haï Taïeb aurait écrit plus de quarante ouvrages entre ses 18 et quarante ans. Ses manuscrits ont disparu dans un incendie.
Il subsiste cependant un manuscrit qui témoigne de la grande érudition de ce sage. Cet ouvrage posthume de 140 pages et publié en 1896 contient des commentaires des traités du Talmud ; il s'intitule Helev Hittim (חלב חטים).